# Nils-Eric Fougstedt

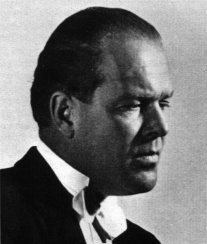
Nils-Eric Fougstedt

Nils-Eric Fougstedt, född 24 maj 1910 i Reso, död 12 april 1961 i Helsingfors, var en finländsk dirigent och tonsättare. Han var bror till Gunnar Fougstedt.
Fougstedt studerade vid Helsingfors konservatorium med Erik Furuhjelm som huvudlärare.
Han anställdes vid den finländska radion, YLE, år 1938 där han grundade vad som senare blev den finländska Radiokören, och undervisade senare i musikteori och kördirigering vid Sibeliusakademin. 
År 1944 blev han dirigent för Finlands radios symfoniorkester, och var orkesterns chefsdirigent från 1950 fram till sin död. Fougstedt var också dirigent för manskören Akademiska Sångföreningen i Helsingfors 1946–1950. Han var även ledamot av den svenska Kungliga Musikaliska Akademien och fick professors namn år 1960. 
Fougstedt tilldelades 1953 Pro Finlandia, Finlands Lejons ordens utmärkelse till finländska artister.
Han är begravd på Sandudds begravningsplats i Helsingfors.

### Uppslagsverk
- Fougstedt, Nils-Eric i Uppslagsverket Finland (webbupplaga, 2012). CC-BY-SA 4.0
- Nils-Eric Fougstedt i Nationalencyklopedin